# Idaea korbiae
Idaea korbiae là một loài bướm đêm trong họ Geometridae.